# ジム・バビエリ
ジェームス・パトリック・バービエリ（James Patrick Barbieri, 1941年9月15日 - ）は、アメリカ合衆国ニューヨーク州スケネクタディ出身の元プロ野球選手（外野手）。
中日ドラゴンズでの登録名は「J.バビー」。

## 来歴・人物
リントン高校を経て、1960年にロサンゼルス・ドジャースと契約。1966年7月5日の対シンシナティ・レッズ戦（ドジャー・スタジアム）で、7番・左翼手として先発出場しメジャーデビューを果たす。結果は2打数無安打1四球だった。同年は39試合に出場し、打率.280の成績を残した。メジャーでの出場があったのは同年のみで、あとはマイナーリーグ生活に終始した。
1970年にNPBの中日ドラゴンズに入団。4月12日の読売ジャイアンツとの開幕戦で山内新一から満塁本塁打を放つ活躍を見せるものの、シーズン通しては打率.188と結果を残せず、同年限りで退団し引退となった。

## エピソード
1965年にプレーしたドジャース傘下のAAA級スポケーン・インディアンスには、のちにドジャース・オーナーとなるピーター・オマリーが社長兼GMとして球団経営を学んでおり、のちピーター・オマリーの右腕的存在となるアイク生原も渡米1年目に用具係として在籍していた。

## 詳細情報

### 年度別打撃成績
| 年 度    | 球 団    | 試 合 | 打 席 | 打 数 | 得 点 | 安 打 | 二 塁 打 | 三 塁 打 | 本 塁 打 | 塁 打 | 打 点 | 盗 塁 | 盗 塁 死 | 犠 打 | 犠 飛 | 四 球 | 敬 遠 | 死 球 | 三 振 | 併 殺 打 | 打 率 | 出 塁 率 | 長 打 率 | O P S |
| -------- | -------- | ----- | ----- | ----- | ----- | ----- | -------- | -------- | -------- | ----- | ----- | ----- | -------- | ----- | ----- | ----- | ----- | ----- | ----- | -------- | ----- | -------- | -------- | ----- |
| 1966     | LAD      | 39    | 92    | 82    | 9     | 23    | 5        | 0        | 0        | 28    | 3     | 2     | 0        | 1     | 0     | 9     | 1     | 0     | 7     | 0        | .280  | .352     | .341     | .693  |
| 1970     | 中日     | 93    | 321   | 277   | 34    | 52    | 11       | 2        | 9        | 94    | 31    | 6     | 7        | 1     | 1     | 40    | 1     | 2     | 57    | 5        | .188  | .294     | .339     | .633  |
| MLB：1年 | MLB：1年 | 39    | 92    | 82    | 9     | 23    | 5        | 0        | 0        | 28    | 3     | 2     | 0        | 1     | 0     | 9     | 1     | 0     | 7     | 0        | .280  | .352     | .341     | .693  |
| NPB：1年 | NPB：1年 | 93    | 321   | 277   | 34    | 52    | 11       | 2        | 9        | 94    | 31    | 6     | 7        | 1     | 1     | 40    | 1     | 2     | 57    | 5        | .188  | .294     | .339     | .633  |

### 記録
MLB
- 初出場・初先発出場：1966年7月5日、対シンシナティ・レッズ11回戦（ドジャー・スタジアム）、7番・左翼手として先発出場
- 初安打：1966年7月6日、対シンシナティ・レッズ12回戦（ドジャー・スタジアム）、1回裏にクロード・オスティーンから中前安打
- 初打点：1966年7月8日、対アトランタ・ブレーブス10回戦（ドジャー・スタジアム）、3回裏にトニー・クロニンガーから遊撃へ適時内野安打

NPB
- 初出場・初先発出場：1970年4月12日、対読売ジャイアンツ1回戦（後楽園球場）、1番・右翼手として先発出場
- 初安打・初本塁打・初打点：同上、5回表に山内新一から満塁本塁打

### 背番号
- 17 （1966年）
- 5 （1970年）